# Шонунген
Шонунген (нем. Schonungen) — община в Германии, в земле Бавария. 
Подчиняется административному округу Нижняя Франкония. Входит в состав района Швайнфурт.  Население составляет 7834 человека (на 31 декабря 2010 года). Занимает площадь 81,03 км².
Коммуна подразделяется на 9 сельских округов.

## Достопримечательности
- Замок Майнинген